# Opmeer
Opmeer és un municipi de la província d'Holanda del Nord, al centre-oest dels Països Baixos. L'1 de gener de 2009 tenia 11.305 habitants repartits per una superfície de 41,98 km² (dels quals 0,35 km² corresponen a aigua). Limita al nord amb Wieringermeer, a l'oest amb Niedorp, a l'est amb Medemblik i al sud amb Heerhugowaard i Koggenland. 	

## Centres de població
Aartswoud, De Weere, Gouwe, Hoogwoud, Opmeer, Spanbroek, Wadway i Zandwerven.

## Ajuntament
| Eleccions municipals | Eleccions municipals | Eleccions municipals | Eleccions municipals | Eleccions municipals | Eleccions municipals | Eleccions municipals | Eleccions municipals | Eleccions municipals |
| Partit               | 1998                 | 1998                 | 2002                 | 2002                 | 2006                 | 2006                 | 2010                 | 2010                 |
| Partit               | Vots en %            | Regidors             | Vots en %            | Regidors             | Vots en %            | Regidors             | Vots en %            | Regidors             |
| -------------------- | -------------------- | -------------------- | -------------------- | -------------------- | -------------------- | -------------------- | -------------------- | -------------------- |
| CDA                  | 32,7                 | 5                    | 22,8                 | 3                    | 31,8                 | 5                    | -                    | -                    |
| VVD                  | 19,6                 | 3                    | 36,5                 | 6                    | 9,5                  | 1                    | -                    | -                    |
| PvdA                 | 21,1                 | 3                    | 9,1                  | 1                    | 18,0                 | 3                    | -                    | -                    |
| Gemeente Belangen    | 20,6                 | 3                    | 11,6                 | 2                    | 28,4                 | 4                    | -                    | -                    |
| DSV                  | -                    | -                    | -                    | -                    | 12,3                 | 2                    | -                    | -                    |
| D66                  | 6,0                  | 1                    | 13,9                 | 2                    | -                    | -                    | -                    | -                    |
| LPO                  | -                    | -                    | 6,1                  | 1                    | -                    | -                    | -                    | -                    |
| Total                | 64,1%                | 15                   | 70,7%                | 15                   | 69,4%                | 15                   | - %                  | 15                   |